# Bisaltes
Bisaltes är ett släkte av skalbaggar. Bisaltes ingår i familjen långhorningar.

## Dottertaxa tillBisaltes, i alfabetisk ordning[1]
- Bisaltes adustus
- Bisaltes argentiniensis
- Bisaltes bilineellus
- Bisaltes bimaculatus
- Bisaltes brevicornis
- Bisaltes buquetii
- Bisaltes chilensis
- Bisaltes columbianus
- Bisaltes elongatus
- Bisaltes flaviceps
- Bisaltes fuchsi
- Bisaltes fuscoapicalis
- Bisaltes fuscodiscalis
- Bisaltes fuscomarmoratus
- Bisaltes montevidensis
- Bisaltes monticola
- Bisaltes obliquatus
- Bisaltes picticornis
- Bisaltes pictus
- Bisaltes poecilus
- Bisaltes ptericoptoides
- Bisaltes pulvereus
- Bisaltes roseiceps
- Bisaltes sautierei
- Bisaltes spegazzinii
- Bisaltes stramentosus
- Bisaltes strandi
- Bisaltes subreticulatus
- Bisaltes taua
- Bisaltes triangularis
- Bisaltes unicolor
- Bisaltes uniformis
- Bisaltes venezuelensis